# Epigynopteryx molliaria
Epigynopteryx molliaria là một loài bướm đêm trong họ Geometridae.